# جری موش

جرالد جینکس "جری موش" (به انگلیسی: Jerry Mouse) یکی از دو شخصیت اصلی در سری کارتون‌های تام و جری است. این شخصیت توسط ویلیام هانا و جوزف باربرا خلق شده‌است.
جری موش قهوه ای انسان نمایی است که اولین بار در سال ۱۹۴۰ در یک انیمیشن کوتاه ظاهر شد.
نام این شخصیت داستانی هنگام نمایش اولین قسمت این انیمیشن در سال ۱۹۴۰، جینکس بود اما از قسمت دوم به بعد «جری» نام گرفت. او بعضی وقت ها بدجنس و خود شیفته است و چون باهوش و خوش شانس تر از  تام است روزگار را برایش سیاه میکند اما زیاد میبینیم این دو باهم متحد شوند